# Cyclomia costipuncta
Cyclomia costipuncta är en fjärilsart som beskrevs av W. Warren 1897. Cyclomia costipuncta ingår i släktet Cyclomia och familjen mätare. Inga underarter finns listade i Catalogue of Life.